# Peter Ingwersen (dissenyador de moda)
Peter Ingwersen (Copenhaguen, 10 octubre de 1962) és un dissenyador de moda danès.

## Vida
Ingwersen va créixer a la granja dels seus pares als afores de Kolding, després anà a la Danish School of Design. Actualment viu al de Copenhaguen.

## Carrera
La seva trajectòria laboral vida laborable seva va començar amb una passantia a l'empresa Levi's de Brussel·les (Bèlgica) com a part del tercer any dels seus estudis, el qual va anar immediatament seguit amb una oferta de feina. Va continuar per a ells gairebé 20 anys, esdevenint director de Levi's a Europa de Levi, tenint la base a Brussel·les.
El 2001 va retornar a la seva ciutat natal esdevenint director gestor de la marca DIA Birger et Mikkelsen.
Posteriorment el 2004 va fundar la marca de moda NOIR i la marca de roba de cotó ILLUMINATI II, amb l'objectiu de combinar moda luxosa amb responsabilitat ecològica i pràctica sostenible. ILLUMINATI II desenvolupa la producció de cotó orgànic a Uganda. Segueix els criteris ètics pautats en els principis Global Compact de les Nacions Unides. I promou l'ús del teixit a través de marques de luxe. La glamurosa marca NOIR porta a la pràctica la responsabilitat social corporativa en les seves sofisticades col·leccions. Aquestes col·leccions, per a les que ha fet fortuna la descripció: "sexys amb matisos fetitxe", estan creades en seda, llana, cotó i pell, i tot amb certificació ètica.